# Fuad Shemali
Fuad Shemali (arabisch فؤاد الشمالي), auch Fouad El Chemali, Fuad Shamali und Foad Al-Shamali (* 1935 im Libanon oder 1936 im Gouvernement as-Suwaida (Syrien); † 3. August 1972 in Genf) war ein Terrorist.

## Leben
Shemali entstammte einer libanesischen maronitischen Familie. Er studierte Rechtswissenschaften an der Sankt-Joseph-Universität in Beirut. 1951 schloss er sich der Syrischen Sozialen Nationalistischen Partei (SSNP) an. In den 1960er Jahren schloss er sich der Fatah an. 1961 beteiligte er sich an einem Staatsstreich im Libanon und floh nach dessen Scheitern nach Jordanien.
Fuad Shamali spielte eine bedeutende Rolle in den geheimen Verhandlungen zwischen der Schweiz und der Palästinensischen Befreiungsorganisation (PLO) im Jahr 1970. Ab 1968 hielt er sich oft in Genf auf, wo seine Frau für die saudi-arabische UNO-Mission arbeitete. Er litt an Leukämie und ließ sich regelmäßig in der Schweiz behandeln. Während der Verhandlungen 1970 führte Shamali die Detailberatungen zu einem mündlichen Stillhalteabkommen zwischen der Schweiz und der PLO zu Ende. Dieses Abkommen sollte der Schweiz Schutz vor weiteren palästinensischen Anschlägen gewährleisten, während die Schweiz der PLO Unterstützung auf dem diplomatischen Parkett zusicherte.
Shamali starb 1972 im Kantonsspital Genf an seiner Krankheit. Nach seinem Tod wurde bekannt, dass er eine führende Rolle in der militanten Organisation Schwarzer September gespielt hatte, die unter anderem für das Münchner Olympia-Attentat 1972 verantwortlich war. Diese Verbindung führte mit dazu, dass das Stillhalteabkommen zwischen der Schweiz und der PLO später ein Tabuthema wurde. Jean Ziegler, ein Vermittler zwischen der Schweiz und der PLO, bestätigte Shamalis Schlüsselrolle in den Verhandlungen zum Stillhalteabkommen. Shamalis enge Beziehung zum rechtsextremen Bankier François Genoud, der ebenfalls enge Kontakte zu palästinensischen Kreisen pflegte, trug zur Komplexität der Situation bei.